# Xistrellula
Xistrellula is een geslacht van rechtvleugeligen uit de familie doornsprinkhanen (Tetrigidae). De wetenschappelijke naam van dit geslacht is voor het eerst geldig gepubliceerd in 1939 door Günther.

## Soorten
Het geslacht Xistrellula  is monotypisch en omvat slechts de volgende soort:
- Xistrellula kankauensis (Karny, 1915)